# بن التون
بن التون (انگلیسی: Ben Elton؛ زادهٔ ۳ مهٔ ۱۹۵۹) بازیگر، کمدین، رمان‌نویس، نمایشنامه‌نویس، پدیدآور و کارگردان فیلم اهل بریتانیا است. وی از سال ۱۹۸۱ میلادی تاکنون مشغول فعالیت بوده‌است. پدر او از تبار یهودیان آلمان بود.
از فیلم‌ها یا برنامه‌های تلویزیونی که وی در آن نقش داشته‌است، می‌توان به هیاهوی بسیار برای هیچ و بلک‌ادر اشاره کرد.